# Dawson (Nouveau-Mexique)
Pour les articles homonymes, voir Dawson.
Dawson est une ville fantôme du comté de Colfax, dans l'État du Nouveau-Mexique, aux États-Unis.
La ville minière fondée en 1901 est abandonnée dans les années 1950, après avoir connu deux catastrophes minières en 1913 et 1923.